# Chlorops occipitalis
Chlorops occipitalis är en tvåvingeart som beskrevs av Malloch 1931. Chlorops occipitalis ingår i släktet Chlorops och familjen fritflugor. Inga underarter finns listade i Catalogue of Life.